# NGC 5873
NGC 5873 ist ein 11,0 mag heller planetarischer Nebel im Sternbild Wolf und etwa 3.000 Lichtjahre von der Erde entfernt. 
Er wurde am 2. Mai 1883 von Ralph Copeland entdeckt.